# Abbaye de Lafões
L'abbaye de Lafões est une ancienne abbaye cistercienne située au Portugal, dans la commune de São Pedro do Sul (district de Viseu). Fondée en 1163, elle est fermée en 1834 par l'extinction des ordres religieux (pt).

## Localisation
L'abbaye est située sur le versant méridional de la Serra da Arada (pt), une petite chaîne de montagne du centre du Portugal. L'établissement est bâti sur un promontoire entouré dans un méandre du rio Varoso (ceb).

## Histoire

### Fondation
Le fondateur de l'abbaye est probablement João Peculiar (pt), évêque de Porto ; la première communauté est sans doute composé de chanoines augustiniens. Dans un second temps, elle devient bénédictine.

### Affiliation cistercienne et prospérité médiévale
Vers 1161, l'abbaye s'affilie à l'ordre cistercien, dans la filiation de Clairvaux. Le monastère s’accroît par la suite considérablement.

### Déclin et renouveau
Au XVIe siècle, le monastère est en crise : le 21 décembre 1532, Edmond de Saulieu ne trouve à l'abbaye, totalement ruinée, que quatre religieux. Toutefois, en 1567, la création de la Congregação Autónoma Portuguesa (congrégation autonome [cistercienne] portugaise) permet un relèvement de la communauté et une reconstruction des bâtiments à partir de la seconde moitié du XVIIe siècle. Après un incendie, la reconstruction est à nouveau entreprise en 1704.

## Architecture
Le monastère médiéval a totalement disparu sous l'édifice baroque. Cependant, des témoignages anciens affirment que l'abbatiale primitive comptait une nef de forme carrée et un chevet à trois absides.
L'actuelle église, de style rococo, possède à son entrée une galilée, suivie d'une nef de plan carré chanfreiné, le bâtiment se terminant par un troisième carré, celui du chœur.